# Patrícia Teixeira Ribeiro
Patrícia Teixeira Ribeiro, meglio conosciuta come Patty (Caieiras, 28 settembre 1990), è una cestista brasiliana.

## Carriera
Con il Brasile ha disputato il Campionato mondiale femminile di pallacanestro 2014 e cinque edizioni dei Campionati americani (2013, 2015, 2017, 2019, 2021).